# Bir El Hafey
Bir El Hafey o Bir El Hfay (àrab: بئر الحفي, Biʾr al-Ḥafay) és una ciutat de Tunísia, situada uns 8 km a l'oest de Sidi Bou Zid, dins de la governació homònima. És capçalera d'una delegació amb una població de 32.970 habitants segons el cens del 2004 però només uns 10.000 viuen a la ciutat.

## Economia
Tot i la seva proximitat a la capital provincial és una zona principalment agrícola, dedicada als cereals i llegums, i la indústria hi manca absolutament.

## Administració
Com a delegació o mutamadiyya, duu el codi geogràfic 43 55 (ISO 3166-2:TN-12) i està dividida en nou sectors o imades:
- Bir El Hafey (43 55 51)
- El Mohamdia (43 55 52)
- El Ksar (43 55 53)
- Bir Amama (43 55 54)
- El Mezara (43 55 55)
- Essalama (43 55 56)
- Ourgha (43 55 57)
- Rahal (43 55 58)
- Bir Bousbiaa (43 55 59)

Al mateix temps, forma una municipalitat o baladiyya (codi geogràfic 43 14).